# Liste des ministres chargés des affaires féminines
Certains États incluent dans leur gouvernement un ministère chargé de la condition féminine. Cet article recense les ministres chargés des affaires féminines actuels dans tous les gouvernements d'États souverains où un tel ministère existe.
Dans la plupart des pays, ce ministère est attribué à une femme. Néanmoins dans six États de petite taille (cinq petits États insulaires en développement, ainsi que le Lesotho), le ministre des Femmes est un homme, doté également de plusieurs autres portefeuilles ministériels.

## A-E
| Pays                      | Titre                                                                                    | Ministre actuel(le)                        | Genre              | Autres portefeuilles du ministre actuel                                        |
| ------------------------- | ---------------------------------------------------------------------------------------- | ------------------------------------------ | ------------------ | ------------------------------------------------------------------------------ |
| Afghanistan               | Ministre des Affaires des femmes                                                         | Delbar Nazari                              | f                  | aucun                                                                          |
| Afrique du Sud            | Ministre des Femmes                                                                      | Nkosazana Dlamini-Zuma                     | f                  | Présidence                                                                     |
| Albanie                   | (poste inexistant)                                                                       | (poste inexistant)                         | (poste inexistant) | (poste inexistant)                                                             |
| Algérie                   | Ministre des Affaires des femmes                                                         | Kaoutar Krikou                             | f                  | Solidarité nationale et famille                                                |
| Allemagne                 | Ministre des Femmes                                                                      | Lisa Paus                                  | f                  | Famille, Personnes âgées et Jeunesse                                           |
| Andorre                   | (poste inexistant)                                                                       | (poste inexistant)                         | (poste inexistant) | (poste inexistant)                                                             |
| Angola                    | Ministre de la Promotion des femmes                                                      | Faustina Fernandes Inglês de Almeida Alves | f                  | Famille et Action sociale                                                      |
| Antigua-et-Barbuda        | Ministre du Genre                                                                        | Samantha Marshall                          | f                  | Transformation sociale, Ressources humaines et Jeunesse                        |
| Arabie saoudite           | (poste inexistant)                                                                       | (poste inexistant)                         | (poste inexistant) | (poste inexistant)                                                             |
| Argentine                 | (poste inexistant)                                                                       | (poste inexistant)                         | (poste inexistant) | (poste inexistant)                                                             |
| Arménie                   | (poste inexistant)                                                                       | (poste inexistant)                         | (poste inexistant) | (poste inexistant)                                                             |
| Australie                 | Ministre assistant le Premier ministre pour les Femmes                                   | Katy Gallagher                             | f                  | Affaire étrangères                                                             |
| Autriche                  | Ministre fédéral des Femmes                                                              | Susanne Raab                               | f                  | Intégration                                                                    |
| Azerbaïdjan               | (poste inexistant)                                                                       | (poste inexistant)                         | (poste inexistant) | (poste inexistant)                                                             |
| Bahamas                   | (poste inexistant)                                                                       | (poste inexistant)                         | (poste inexistant) | (poste inexistant)                                                             |
| Bahreïn                   | (poste inexistant)                                                                       | (poste inexistant)                         | (poste inexistant) | (poste inexistant)                                                             |
| Bangladesh                | (poste inexistant)                                                                       | (poste inexistant)                         | (poste inexistant) | (poste inexistant)                                                             |
| Barbade                   | (poste inexistant)                                                                       | (poste inexistant)                         | (poste inexistant) | (poste inexistant)                                                             |
| Belgique                  | Secrétaire d'État à l'égalité des genres                                                 | Sarah Schlitz                              | f                  | égalité des chances et diversité                                               |
| Belize                    | (poste inexistant)                                                                       | (poste inexistant)                         | (poste inexistant) | (poste inexistant)                                                             |
| Bénin                     | (poste inexistant)                                                                       | (poste inexistant)                         | (poste inexistant) | (poste inexistant)                                                             |
| Bhoutan                   | (poste inexistant)                                                                       | (poste inexistant)                         | (poste inexistant) | (poste inexistant)                                                             |
| Biélorussie               | (poste inexistant)                                                                       | (poste inexistant)                         | (poste inexistant) | (poste inexistant)                                                             |
| Birmanie                  | (poste inexistant)                                                                       | (poste inexistant)                         | (poste inexistant) | (poste inexistant)                                                             |
| Bolivie                   | (poste inexistant)                                                                       | (poste inexistant)                         | (poste inexistant) | (poste inexistant)                                                             |
| Bosnie-Herzégovine        | (poste inexistant)                                                                       | (poste inexistant)                         | (poste inexistant) | (poste inexistant)                                                             |
| Botswana                  | (poste inexistant)                                                                       | (poste inexistant)                         | (poste inexistant) | (poste inexistant)                                                             |
| Brésil                    | Ministre des Femmes                                                                      | Cida Gonçalves                             | f                  |                                                                                |
| Brunei                    | (poste inexistant)                                                                       | (poste inexistant)                         | (poste inexistant) | (poste inexistant)                                                             |
| Bulgarie                  | (poste inexistant)                                                                       | (poste inexistant)                         | (poste inexistant) | (poste inexistant)                                                             |
| Burkina Faso              | (poste inexistant)                                                                       | (poste inexistant)                         | (poste inexistant) | (poste inexistant)                                                             |
| Burundi                   | Ministre du Genre                                                                        | Imelde Sabushimike                         | f                  | Solidarité nationale, Affaires sociales et Droits de l'Homme                   |
| Cambodge                  | Ministre des Affaires féminines                                                          | Ing Kantha Phavi                           | f                  | aucun                                                                          |
| Cameroun                  | Ministre de la Promotion de la femme                                                     | Marie-Thérèse Abena Ondoa                  | f                  | Promotion de la famille                                                        |
| Canada                    | Ministre des Femmes, de l'Égalité des genres et de la Jeunesse                           | Marci Ien                                  | f                  | aucun                                                                          |
| Cap-Vert                  | (poste inexistant)                                                                       | (poste inexistant)                         | (poste inexistant) | (poste inexistant)                                                             |
| République centrafricaine | (poste inexistant)                                                                       | (poste inexistant)                         | (poste inexistant) | (poste inexistant)                                                             |
| Chili                     | Ministre des Femmes et de l'Égalité de genre                                             | Antonia Orellana                           | f                  | aucun                                                                          |
| Chine                     | (poste inexistant)                                                                       | (poste inexistant)                         | (poste inexistant) | (poste inexistant)                                                             |
| Chypre                    | (poste inexistant)                                                                       | (poste inexistant)                         | (poste inexistant) | (poste inexistant)                                                             |
| Colombie                  | (poste inexistant)                                                                       | (poste inexistant)                         | (poste inexistant) | (poste inexistant)                                                             |
| Comores                   | Ministre de la Promotion du genre                                                        | Fouad Mohadji                              | m                  | Vice-Président ; Santé, Solidarité et Cohésion sociale                         |
| Comores                   | Ministre de l'Entreprenariat des femmes                                                  | Siti Kassim                                | f                  | Emploi, Travail, Formation professionnelle ; Porte-parole du gouvernement      |
| Congo (Brazzaville)       | Ministre de la Promotion des femmes et de l'Intégration des femmes dans le développement | Inès Nefer Ingani                          | f                  | aucun                                                                          |
| Congo (Kinshasa)          | Ministre du Genre                                                                        | Béatrice Lomeya Atilite                    | f                  | Famille et Affaires des enfants                                                |
| Corée du Nord             | (poste inexistant)                                                                       | (poste inexistant)                         | (poste inexistant) | (poste inexistant)                                                             |
| Corée du Sud              | Ministre de l'Égalité des genres                                                         | Chung Young-ai                             | f                  | Famille                                                                        |
| Costa Rica                | Présidente de l’Institut national des femmes (avec rang de ministre)                     | Patricia Mora Castellanos                  | f                  |                                                                                |
| Côte d'Ivoire             | Minnistère de la Famme                                                                   | Nasseneba Touré Diané                      |                    | Famille et Enfant                                                              |
| Croatie                   | (poste inexistant)                                                                       | (poste inexistant)                         | (poste inexistant) | (poste inexistant)                                                             |
| Cuba                      | (poste inexistant)                                                                       | (poste inexistant)                         | (poste inexistant) | (poste inexistant)                                                             |
| Danemark                  | (poste inexistant)                                                                       | (poste inexistant)                         | (poste inexistant) | (poste inexistant)                                                             |
| Djibouti                  | Ministre de la Promotion des femmes                                                      | Moumina Houmed Hassan                      | f                  | Famille                                                                        |
| Dominique                 | Ministre du Genre                                                                        | Adis King                                  | f                  | Jeunes en détresse, Sécurité des personnes âgées et des Dominiquais handicapés |
| Égypte                    | (poste inexistant)                                                                       | (poste inexistant)                         | (poste inexistant) | (poste inexistant)                                                             |
| Émirats arabes unis       | (poste inexistant)                                                                       | (poste inexistant)                         | (poste inexistant) | (poste inexistant)                                                             |
| Équateur                  | (poste inexistant)                                                                       | (poste inexistant)                         | (poste inexistant) | (poste inexistant)                                                             |
| Érythrée                  | (poste inexistant)                                                                       | (poste inexistant)                         | (poste inexistant) | (poste inexistant)                                                             |
| Espagne                   | Ministre de l'Égalité                                                                    | Irene Montero                              | f                  |                                                                                |
| Estonie                   | (poste inexistant)                                                                       | (poste inexistant)                         | (poste inexistant) | (poste inexistant)                                                             |
| Eswatini                  | (poste inexistant)                                                                       | (poste inexistant)                         | (poste inexistant) | (poste inexistant)                                                             |
| États-Unis                | (poste inexistant)                                                                       | (poste inexistant)                         | (poste inexistant) | (poste inexistant)                                                             |
| Éthiopie                  | Ministre des Femmes                                                                      | Filsan Abdullah                            | f                  | Enfance                                                                        |

## F-L
| Pays          | Titre | Ministre actuel(le)                 | Sexe               | Autres portefeuilles du ministre actuel |
| ------------- | --- | ----------------------------------- | ------------------ | --------------------------------------- |
| Fidji         | Ministre des Femmes                                                                                                | Lynda Tabuya                        | f                  | Enfants, et Réduction de la pauvreté    |
| Finlande      | (poste inexistant)                                                                                                 | (poste inexistant)                  | (poste inexistant) | (poste inexistant)                      |
| France        | Ministre déléguée chargée de l’Égalité entre les femmes et les hommes, de la Diversité et de l’Égalité des chances | Isabelle Lonvis-Rome                | f                  | -                                       |
| Gabon         | (poste inexistant)                                                                                                 | (poste inexistant)                  | (poste inexistant) | (poste inexistant)                      |
| Gambie        | Ministre des Affaires des femmes                                                                                   | Fatou Sanyang-Kinteh                | f                  | Enfants et Protection sociale           |
| Géorgie       | (poste inexistant)                                                                                                 | -                                   | -                  | -                                       |
| Ghana         | Ministère des Affaires féminines et des Enfants                                                                    | Cynthia Mamle Morrison              | f                  | Enfants, et Protection sociale          |
| Grèce         | (poste inexistant)                                                                                                 | (poste inexistant)                  | (poste inexistant) | (poste inexistant)                      |
| Grenade       | (poste inexistant)                                                                                                 | (poste inexistant)                  | (poste inexistant) | (poste inexistant)                      |
| Guatemala     | (poste inexistant)                                                                                                 | (poste inexistant)                  | (poste inexistant) | (poste inexistant)                      |
| Guinée        | Ministre de la Promotion des femmes                                                                                | Aicha Nanette Conté                 | f                  | Enfance et Personnes vulnérables        |
| Guinée-Bissau | Ministre des Affaires des femmes                                                                                   | Cadi Seidi                          | f                  | Famille et Cohésion sociale             |
| Guyana        | (poste inexistant)                                                                                                 | (poste inexistant)                  | (poste inexistant) | (poste inexistant)                      |
| Haïti         | Ministre à la Condition féminine et aux Droits des femmes                                                          | Sofia Loréus                        | f                  | aucun                                   |
| Honduras      | (poste inexistant)                                                                                                 | (poste inexistant)                  | (poste inexistant) | (poste inexistant)                      |
| Hongrie       | (poste inexistant)                                                                                                 | (poste inexistant)                  | (poste inexistant) | (poste inexistant)                      |
| Inde          | Ministre des Femmes                                                                                                | Smriti Irani                        | f                  | Développement des enfants et Textiles   |
| Indonésie     | Ministre de l'Émancipation des femmes                                                                              | Gusti Ayu Bintang Darmawati         | f                  | Protection des enfants                  |
| Irak          | Ministre des Affaires des femmes                                                                                   | Bayan Nuri Tawfiq Secrétaire d'État |                    | aucun                                   |
| Iran          | Ministre des Affaires des femmes et de la Famille                                                                  | Ansieh Khazali                      | f                  | Vice-présidence de l'Iran               |
| Irlande       | (poste inexistant)                                                                                                 | (poste inexistant)                  | (poste inexistant) | (poste inexistant)                      |
| Islande       | (poste inexistant)                                                                                                 | (poste inexistant)                  | (poste inexistant) | (poste inexistant)                      |
| Israël        | (poste inexistant)                                                                                                 | (poste inexistant)                  | (poste inexistant) | (poste inexistant)                      |
| Italie        | (poste inexistant)                                                                                                 | (poste inexistant)                  | (poste inexistant) | (poste inexistant)                      |
| Jamaïque      | (poste inexistant)                                                                                                 | (poste inexistant)                  | (poste inexistant) | (poste inexistant)                      |
| Japon         | Ministre de la Promotion des femmes et pour l'Égalité des genres                                                   | Masanobu Ogura                      | f                  | Jeux olympiques et paralympiques ;      |
| Jordanie      | (poste inexistant)                                                                                                 | (poste inexistant)                  | (poste inexistant) | (poste inexistant)                      |
| Kazakhstan    | (poste inexistant)                                                                                                 | (poste inexistant)                  | (poste inexistant) | (poste inexistant)                      |
| Kenya         | Ministre du Genre                                                                                                  | Magaret Kobia                       | f                  | Fonction publique et Jeunesse           |
| Kiribati      | Ministre des Femmes                                                                                                | Tangariki Reete                     | f                  | Jeunesse, et Services sociaux           |
| Kosovo        | (poste inexistant)                                                                                                 | (poste inexistant)                  | (poste inexistant) | (poste inexistant)                      |
| Koweït        | (poste inexistant)                                                                                                 | (poste inexistant)                  | (poste inexistant) | (poste inexistant)                      |
| Kirghizistan  | (poste inexistant)                                                                                                 | (poste inexistant)                  | (poste inexistant) | (poste inexistant)                      |
| Laos          | (poste inexistant)                                                                                                 | (poste inexistant)                  | (poste inexistant) | (poste inexistant)                      |
| Lesotho       | Ministre du Genre                                                                                                  | Mahali Phamotse                     | m                  | Jeunesse, Sports et Loisirs             |
| Lettonie      | (poste inexistant)                                                                                                 | (poste inexistant)                  | (poste inexistant) | (poste inexistant)                      |
| Liban         | (poste inexistant)                                                                                                 | (poste inexistant)                  | (poste inexistant) | (poste inexistant)                      |
| Liberia       | Ministre du Genre                                                                                                  | Williametta Saydee-Tarr             | f                  | Enfance et Protection sociale           |
| Libye         | Ministre d'État pour les Affaires des Femmes                                                                       | Houria Khalifa Miloud               | f                  | aucun                                   |
| Liechtenstein | (poste inexistant)                                                                                                 | (poste inexistant)                  | (poste inexistant) | (poste inexistant)                      |
| Lituanie      | (poste inexistant)                                                                                                 | (poste inexistant)                  | (poste inexistant) | (poste inexistant)                      |
| Luxembourg    | Ministre de l'Égalité entre les femmes et les hommes                                                               | Taina Bofferding                    | f                  | Intérieur                               |

## M-R
| Pays                        | Titre                                | Ministre actuel(le)       | Sexe               | Autres portefeuilles du ministre actuel         |
| --------------------------- | ------------------------------------ | ------------------------- | ------------------ | ----------------------------------------------- |
| Macédoine                   | (poste inexistant)                   | (poste inexistant)        | (poste inexistant) | (poste inexistant)                              |
| Madagascar                  | Ministre de la Protection des femmes | Princia Soafilira         | f                  | Population, et Protection sociale               |
| Malaisie                    | Ministre des Femmes                  | Rina Binti Mohd Harun     | f                  | Famille, et Développement de la Communauté      |
| Malawi                      | (poste inexistant)                   | (poste inexistant)        | (poste inexistant) | (poste inexistant)                              |
| Maldives                    | Ministre du Genre                    | Aishath Mohamed Didi      | f                  | Famille et Services sociaux                     |
| Mali                        | Ministre des Femmes                  | Wadidie Foune Coulibaly   | f                  | Enfants et Affaires familiales                  |
| Malte                       | (poste inexistant)                   | (poste inexistant)        | (poste inexistant) | (poste inexistant)                              |
| Maroc                       | (poste inexistant)                   | (poste inexistant)        | (poste inexistant) | (poste inexistant)                              |
| Îles Marshall               | (poste inexistant)                   | (poste inexistant)        | (poste inexistant) | (poste inexistant)                              |
| Maurice                     | Ministre de l'Égalité des genres     | Kalpana Devi Koonjoo-Shah | f                  | Développement de l'enfant et bien-être familial |
| Mauritanie                  | (poste inexistant)                   | (poste inexistant)        | (poste inexistant) | (poste inexistant)                              |
| Mexique                     | (poste inexistant)                   | (poste inexistant)        | (poste inexistant) | (poste inexistant)                              |
| États fédérés de Micronésie | (poste inexistant)                   | (poste inexistant)        | (poste inexistant) | (poste inexistant)                              |
| Moldavie                    | (poste inexistant)                   | (poste inexistant)        | (poste inexistant) | (poste inexistant)                              |
| Monaco                      | (poste inexistant)                   | (poste inexistant)        | (poste inexistant) | (poste inexistant)                              |
| Mongolie                    | (poste inexistant)                   | (poste inexistant)        | (poste inexistant) | (poste inexistant)                              |
| Monténégro                  | (poste inexistant)                   | (poste inexistant)        | (poste inexistant) | (poste inexistant)                              |
| Mozambique                  | Ministre des Affaires des femmes     | Nyeleti Brooke Mondlane   | f                  | Protection sociale                              |
| Namibie                     | Ministre de l'Égalité des sexes      | Doreen Sioka              | f                  | Protection de l'enfance                         |
| Nauru                       | (poste inexistant)                   | -                         | -                  | -                                               |
| Népal                       | Ministre des Femmes                  | Juli Kumari Mahato        | f                  | Enfants, et Protection sociale                  |
| Nicaragua                   | Ministre de la Femme                 | Angela Yadira Meza Vargas | f                  |                                                 |
| Niger                       | Ministre de la Promotion des femmes  | Amina Moumouni            | f                  | Protection des enfants                          |
| Nigeria                     | Ministre des Affaires des femmes     | Pauline Tallen            | f                  | aucun                                           |
| Norvège                     | (poste inexistant)                   | (poste inexistant)        | (poste inexistant) | (poste inexistant)                              |
| Nouvelle-Zélande            | Ministre des Femmes                  | Jan Tinetti               | f                  | Affaires intérieures, Éducation                 |
| Oman                        | (poste inexistant)                   | (poste inexistant)        | (poste inexistant) | (poste inexistant)                              |
| Ouganda                     | Ministre du Genre                    | Janat Mukwaya             | f                  | Travail, et Affaires sociales                   |
| Ouzbékistan                 | (poste inexistant)                   | (poste inexistant)        | (poste inexistant) | (poste inexistant)                              |
| Pakistan                    | (poste inexistant)                   | (poste inexistant)        | (poste inexistant) | (poste inexistant)                              |
| Palaos                      | (poste inexistant)                   | (poste inexistant)        | (poste inexistant) | (poste inexistant)                              |
| Panama                      | (poste inexistant)                   | (poste inexistant)        | (poste inexistant) | (poste inexistant)                              |
| Papouasie-Nouvelle-Guinée   | Ministre des Femmes                  | Delilah Gore              | f                  | Jeunesse, Religion et Communauté                |
| Paraguay                    | Ministre de la Femme                 | Nilda Romero              | f                  | aucun                                           |
| Pays-Bas                    | (poste inexistant)                   | (poste inexistant)        | (poste inexistant) | (poste inexistant)                              |
| Pérou                       | Ministre des Femmes                  | Silvia Loli               | f                  | Populations vulnérables                         |
| Philippines                 | (poste inexistant)                   | (poste inexistant)        | (poste inexistant) | (poste inexistant)                              |
| Pologne                     | (poste inexistant)                   | (poste inexistant)        | (poste inexistant) | (poste inexistant)                              |
| Portugal                    | (poste inexistant)                   | (poste inexistant)        | (poste inexistant) | (poste inexistant)                              |
| Qatar                       | (poste inexistant)                   | (poste inexistant)        | (poste inexistant) | (poste inexistant)                              |
| Roumanie                    | (poste inexistant)                   | (poste inexistant)        | (poste inexistant) | (poste inexistant)                              |
| Royaume-Uni                 | Ministre des Femmes et des Égalités  | Poste Vacant              |                    |                                                 |
| Russie                      | (poste inexistant)                   | (poste inexistant)        | (poste inexistant) | (poste inexistant)                              |
| Rwanda                      | Ministre du Genre                    | Jeannette Bayisenge       | f                  | Famille                                         |

## S-Z
| Pays                            | Titre                                                            | Ministre actuel(le)               | Sexe               | Autres portefeuilles du ministre actuel                          |
| ------------------------------- | ---------------------------------------------------------------- | --------------------------------- | ------------------ | ---------------------------------------------------------------- |
| Saint-Christophe-et-Niévès      | (poste inexistant)                                               | (poste inexistant)                | (poste inexistant) | (poste inexistant)                                               |
| Saint-Marin                     | (poste inexistant)                                               | (poste inexistant)                | (poste inexistant) | (poste inexistant)                                               |
| Saint-Vincent-et-les-Grenadines | (poste inexistant)                                               | (poste inexistant)                | (poste inexistant) | (poste inexistant)                                               |
| Sainte-Lucie                    | Ministre du Genre                                                | Gale Rigobert                     | f                  | Éducation, Innovation et Développement durable                   |
| Îles Salomon                    | Ministre des Femmes                                              | Freda A.B. Tuki Soriacomua        | f                  | Jeunesse et Affaires familiales                                  |
| Samoa                           | Ministre des Femmes                                              | Tolofuaivalelei Falemoe Lei'ataua | m                  | Communauté et développement social                               |
| Sao Tomé-et-Principe            | (poste inexistant)                                               | (poste inexistant)                | (poste inexistant) | (poste inexistant)                                               |
| Sénégal                         | Ministre des Femmes                                              | Ndèye Saly Diop Dieng             | f                  | Famille et enfants                                               |
| Serbie                          | (poste inexistant)                                               | (poste inexistant)                | (poste inexistant) | (poste inexistant)                                               |
| Seychelles                      | (poste inexistant)                                               | (poste inexistant)                | (poste inexistant) | (poste inexistant)                                               |
| Sierra Leone                    | Ministre du Genre                                                | Moijue Kaikai                     | f                  | Protection sociale, Affaires des enfants                         |
| Singapour                       | (poste inexistant)                                               | (poste inexistant)                | (poste inexistant) | (poste inexistant)                                               |
| Slovaquie                       | (poste inexistant)                                               | (poste inexistant)                | (poste inexistant) | (poste inexistant)                                               |
| Slovénie                        | (poste inexistant)                                               | (poste inexistant)                | (poste inexistant) | (poste inexistant)                                               |
| Somalie                         | Ministre des Femmes                                              | Deeqa Yasin Hajji Yusuf           | f                  | Développement des droits de l'homme                              |
| Soudan                          | (poste inexistant)                                               | (poste inexistant)                | (poste inexistant) | (poste inexistant)                                               |
| Soudan du Sud                   | Ministre du Genre                                                | Ayaa Benjamin Warille             | f                  | Protection sociale, Enfance                                      |
| Sri Lanka                       | Ministre des Affaires des femmes                                 | Chandrani Bandara                 | f                  | aucun                                                            |
| Suède                           | Ministre de l'Égalité des sexes                                  | Asa Regner                        | f                  | Enfants, Personnes âgées                                         |
| Suisse                          | (poste inexistant)                                               | (poste inexistant)                | (poste inexistant) | (poste inexistant)                                               |
| Suriname                        | (poste inexistant)                                               | (poste inexistant)                | (poste inexistant) | (poste inexistant)                                               |
| Syrie                           | (poste inexistant)                                               | (poste inexistant)                | (poste inexistant) | (poste inexistant)                                               |
| Tadjikistan                     | (poste inexistant)                                               | (poste inexistant)                | (poste inexistant) | (poste inexistant)                                               |
| Taïwan (République de Chine)    | (poste inexistant)                                               | (poste inexistant)                | (poste inexistant) | (poste inexistant)                                               |
| Tanzanie                        | Ministre du Genre                                                | Gwajima Dorothy                   | f                  | Développement de la communauté, Enfance                          |
| Thaïlande                       | (poste inexistant)                                               | (poste inexistant)                | (poste inexistant) | (poste inexistant)                                               |
| Timor oriental                  | (poste inexistant)                                               | (poste inexistant)                | (poste inexistant) | (poste inexistant)                                               |
| Togo                            | Ministre de la Promotion des femmes                              | Adjovi Lonlongno Apedo            | f                  | Action sociale et Alphabétisation                                |
| Tonga                           | (poste inexistant)                                               | (poste inexistant)                | (poste inexistant) | (poste inexistant)                                               |
| Trinité-et-Tobago               | (poste inexistant)                                               | (poste inexistant)                | (poste inexistant) | (poste inexistant)                                               |
| Tunisie                         | Ministre de la Famille, de la Femme, de l'Enfance et des Seniors | Asma Jebri                        | f                  |                                                                  |
| Turkménistan                    | (poste inexistant)                                               | (poste inexistant)                | (poste inexistant) | (poste inexistant)                                               |
| Turquie                         | (poste inexistant)                                               | (poste inexistant)                | (poste inexistant) | (poste inexistant)                                               |
| Tuvalu                          | (poste inexistant)                                               | (poste inexistant)                | (poste inexistant) | (poste inexistant)                                               |
| Ukraine                         | (poste inexistant)                                               | (poste inexistant)                | (poste inexistant) | (poste inexistant)                                               |
| Uruguay                         | (poste inexistant)                                               | (poste inexistant)                | (poste inexistant) | (poste inexistant)                                               |
| Vanuatu                         | (poste inexistant)                                               | (poste inexistant)                | (poste inexistant) | (poste inexistant)                                               |
| Vatican                         | (poste inexistant)                                               | (poste inexistant)                | (poste inexistant) | (poste inexistant)                                               |
| Venezuela                       | Ministre de la Femme et de l'Égalité de genre                    | Asia Villegas                     | f                  | aucun                                                            |
| Viêt Nam                        | (poste inexistant)                                               | (poste inexistant)                | (poste inexistant) | (poste inexistant)                                               |
| Yémen                           | (poste inexistant)                                               | (poste inexistant)                | (poste inexistant) | (poste inexistant)                                               |
| Zambie                          | Ministre de la Santé de la mère et de l'enfant                   | Victoria Kalima                   | f                  | -                                                                |
| Zimbabwe                        | Ministre des Femmes                                              | Sithembiso Nyoni                  | -                  | Communautés et Développement des petites et moyennes entreprises |